# Нестеров, Александр Юрьевич
Александр Юрьевич Не́стеров (30 сентября 1985 года, Москва, СССР) — российский хоккеист, нападающий.

## Карьера
Воспитанник СДЮШОР ЦСКА имени Валерия Харламова. Начал карьеру в 2002 году во втором составе «армейцев». В 2005—2007 годах выступал в Высшей хоккейной лиге в системе хоккейного клуба «Дмитров», за его основной и молодёжные составы, после чего ему поступило предложение от мытищинского клуба «Химик» (позже «Атлант»). В составе «Химика» дебютировал в чемпионате России, а также принял участие в первом сезоне Континентальной хоккейной лиги. В сезоне 2010/2011 вместе с командой стал серебряным призёром КХЛ.
В 2011 году перешёл в систему омского «Авангарда», в составе которого стал серебряным призёром в сезоне 2011/2012.
В сезоне 2013/2014 подписал 2-летний контракт с московским «Спартаком», в составе которого играл до 9 декабря 2013 года, после чего в результате обмена на Николая Лемтюгова перешёл в новосибирскую «Сибирь».
Сезон 2018—2019 играл в открытом чемпионате Казахстана за клуб «Арлан», сезон 2019—2020 за клуб «Алматы».

## Статистика
| Легенда | Легенда                    | Легенда | Легенда                   | Легенда | Легенда    |
| ------- | -------------------------- | ------- | ------------------------- | ------- | ---------- |
| И       | Количество проведённых игр | Штр     | Штрафное время            | +/−     | Плюс-минус |
| Г       | Голы                       | П       | Голевые передачи          | О       | Очки       |
| -       | Статистика неизвестна      | —       | Статистика не учитывалась |         |            |